# NGC 5305
NGC 5305 este o liner situată în constelația Câinii de Vânătoare. A fost descoperită în 17 martie 1787 de către William Herschel. Se află la o distanță de 83,93 de megaparseci de Pământ.